# 松崎慊堂

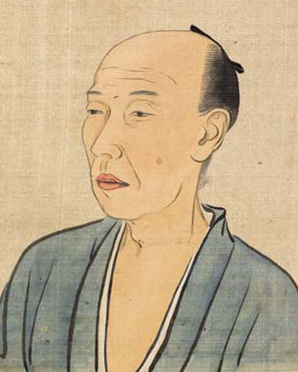
松崎慊堂 30代の頃 『近世名家肖像』より

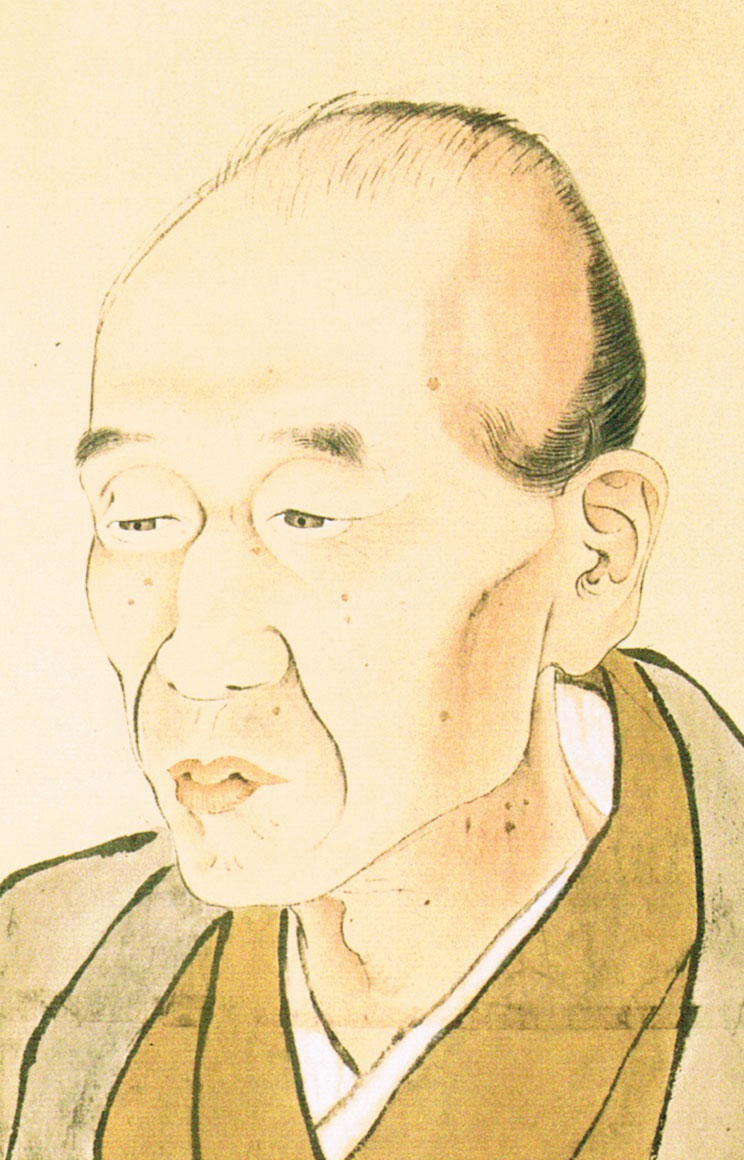
松崎慊堂像稿（晩年） 渡辺崋山筆　重要美術品

松崎 慊堂（まつざき こうどう、明和8年9月29日〈1771年11月5日〉 - 天保15年4月21日〈1844年6月6日〉）は、江戸時代後期の儒学者。諱は密または復。字は退蔵・明復。別号は益城・松下人。諡号を五経先生という。墓所は東京都目黒区の長泉院。

## 生涯
肥後国益城郡木倉村（現・熊本県上益城郡御船町）に生まれる。祖父は米光氏の源蔵という農夫だった。恵芳と名のる僧が源蔵の姉娘のもとに住みつき、この夫婦の間にできた松五郎という子が後年の松崎慊堂である。11歳頃に浄土真宗の寺へ小僧として預けられたが、生まれつき読書が好きで学問で身を立てるために13歳頃に国元から江戸に出奔し、浅草称念寺の寺主・玄門に養われ、1790年（寛政2年）昌平黌に入る。さらに林述斎の家塾で佐藤一斎らと学び1794年（寛政6年）に塾生領袖となる。述斎が当たっていた朝鮮通信使の応接は、慊堂が代行した。
1802年（享和2年）に掛川藩校教授となり、1811年（文化8年）には朝鮮通信使の対馬来聘に侍読として随行し、1815年（文化12年）に致仕。1822年（文政5年）から江戸目黒の羽沢・石経山房（木倉山房）に隠退して、塾生の指導と諸侯への講説にあたった。
蛮社の獄により捕らえられていた、門人・渡辺崋山の身を案じて1840年（天保10年）に病をおして建白書を草し、老中・水野忠邦に提出する。慊堂は建白書の中で、崋山の人となりを述べ、彼の『慎機論』が政治を誹謗した罪に問われているとのことだが、元来政治誹謗の罪などは聖賢の世にあるべき道理がないということを、春秋戦国・唐・明・清の諸律を参照して証明し、もし公にしない反古を証拠に罪を問うならば誰が犯罪者であることを免れようか、と痛論した。この文書の迫力でまず水野忠邦が動かされ、崋山は死一等を減ぜられたという。他の門人として、塩谷宕陰・安井息軒などがいる。
文政・天保年間で大儒と称せられたのは佐藤一斎と慊堂だったが、実際の学力においては一斎は慊堂に及ばず、聡明で世事に練達していたから慊堂と同等の名声を維持することができたといわれた。はじめ朱子学を学んだがその空理性を嫌って漢唐訓詁学に転じ、狩谷棭斎らの町人学者と交遊し、考証学を構築した。
1918年（大正7年）、正五位を追贈された。

## 文献
- 『慊堂全集』全28巻。和装本17冊組（崇文叢書）、1926-1929年
- 安井小太郎『日本儒学史』,富山房,1939、P266～272
  - 『松崎慊堂全集』全6巻・別冊解説、冬至書房〈日本学資料叢書〉、1988年。覆刻（日記は六合館〈日本芸文叢書〉、上下）
- 『慊堂日暦』全6巻、山田琢 訳注解説、平凡社〈東洋文庫〉、1970-1983年

訳者は山田済斎の親族。ワイド版2007年、のち電子書籍で再刊
- 鈴木瑞枝『松崎慊堂 －その生涯と彼をめぐる人びと』 研文出版〈研文選書〉、2008年 - 初の慊堂伝
- 小宮厚『松崎慊堂・安井息軒』明徳出版社〈叢書・日本の思想家 30〉、2016年 - 後者は町田三郎が担当

### 小説作品
- 杉浦明平『小説 渡辺崋山』朝日新聞社、1971年、のち朝日文庫
- 秋山圭『丘に鳴る風　小説・松崎慊堂と石経山房』光陽出版社、2002年
- 藤森成吉『渡辺崋山』角川文庫。電子書籍で再刊